# عربلو (أرومية)
عربلو هي قرية في مقاطعة أرومية، إيران. يقدر عدد سكانها بـ 138 نسمة بحسب إحصاء 2016.